# Ermita de los Santos Nuevos
La Ermita de los Santos Nuevos es una ermita situada en la dehesa que hay entre los pueblos de San Andrés de Soria, Almarza y La Póveda, los cuales se reúnen el primer domingo de julio para celebrar una romería en honor a la Virgen de las Angustias.

## Historia de la ermita
En el pasado, especialmente durante el siglo XVII, siempre existió una gran rivalidad entre los habitantes de los distintos pueblos, los cuales siempre se peleaban para poder llevar las andas del Santo durante la procesión e incluso también discutían por decidir que cura daba la misa.
Estas rivalidades fueron creciendo poco a poco hasta que un día, los vecinos de La Póveda madrugaron mucho, y trataron de impedir que los vecinos de los demás pueblos pudieran llegar a la ermita, hasta el punto de que hubo una gran pelea que tuvo como consecuencia numerosos heridos.
Después de este altercado, los habitantes de Almarza y San Andrés de Soria, para evitar más enfrentamientos, decidieron no ir a la romería durante varios años, para incentivar a los habitantes a asistir a la fiesta, los ayuntamientos ofrecían pan, vino y monedas a todas las personas del pueblo que asistieran al festejo. Esta ofrenda se cambió años más tarde por pan y carne.

## Leyenda alrededor de la ermita
Cuenta la leyenda que un día mientras se hacía el rutinario reparto de carne apareció un caballero, el cual rechazó la pieza de carne ofrecida.
Esto sentó muy mal a los vecinos de los pueblos, los cuales le obligaron a coger la carne, pero este hombre, la tiró entre unas piedras unos pasos más adelante y siguió su camino.
Cuando este caballero volvió a su casa, se sintió muy enfermo, y ninguno de los médicos de su ciudad supo diagnosticarle que enfermedad padecía.
Este caballero pronto supo que sus males habían empezado cuando rechazó el pedazo de carne, por eso, mandó a sus criados que volvieran al mismo sitio y cogieran el trozo que el rechazó.
Cuando los criados llegaron al paraje de los santos nuevos, vieron que la carne estaba podrida en su mayoría, por eso, decidieron hacer un caldo y dárselo de beber a su señor, el cual mejoró casi al instante.
Este milagro pronto se propagó por todas partes, y por eso, todos los caminantes que pasan por el lugar donde el hombre rechazó la carne, tiran una piedra.
Piedra tras piedra se acabó formando una montaña de piedras, la cual sirve como testigo de la veracidad del suceso.
Esta leyenda fue publicada en el libro Antología de Leyendas de la Literatura Universal, libro editado por Vicente García de Diego el cual está compuesto por dos tomos, donde el primero habla de las leyendas españolas, y el segundo de las leyendas de otros países de Europa.

## Fiestas relacionadas con la ermita
La principal fiesta que hay en torno a la ermita es la romería de los Santos Nuevos, celebrada el primer domingo de julio de cada año.
Esta romería sirve para demostrar la gran convivencia que hay entre la gente de los pueblos de Almarza y San Andrés de Soria, los cuales pasan la mañana y la tarde del domingo disfrutando de la naturaleza.
A la una del mediodía se celebra una ceremonia religiosa y después, una procesión en la cual se pagan grandes sumas de dinero por llevar a cuestas a la Virgen de las Angustias.
Durante este festejo, hay diversas fuentes de entretenimiento, como charangas y bares, para que la gente disfrute al máximo del día.